# Maria Teresa di Borbone-Parma
Maria Teresa di Borbone-Parma (in spagnolo María Teresa de Borbón-Parma; in francese Marie-Thérèse de Bourbon-Parme; Parigi, 28 luglio 1933 – Parigi, 26 marzo 2020) è stata una principessa, attivista politica e accademica franco-spagnola, appartenente alla Casa di Borbone-Parma, ramo cadetto della famiglia reale spagnola.
È stata un'attivista socialista, tanto da guadagnarsi il soprannome di "Principessa Rossa", e una monarchica che ha sostenuto il movimento carlista in Spagna. È stata la prima Altezza Reale di cui si abbia notizia ad essere morta di COVID-19.

## Biografia
Nacque il 28 luglio 1933 a Parigi, figlia del principe Saverio di Borbone-Parma, duca di Parma e Piacenza, pretendente carlista al trono di Spagna, e di Madeleine de Bourbon-Busset, del ramo cadetto della Casa di Borbone. Era la sorella minore della Principessa Maria Francesca e di Carlo Ugo, Duca di Parma, e la sorella maggiore della Principessa Cecilia Maria, della Principessa Maria des Neiges e del Principe Sisto Enrico, Duca di Aranjuez. Era nipote di Zita di Borbone-Parma, ultima imperatrice d'Austria e regina d'Ungheria e Boemia.
Cresciuta allo Chateau du Bostz di Besson, dopo aver frequentato le scuole medie a Tours, e a Québec, conseguì il dottorato in studi ispanici all'Università di Parigi-Sorbona e un altro dottorato in sociologia politica all'Università Complutense di Madrid. Maria Teresa fu professoressa in entrambe le università, studiò anche l'Islam e il suo rapporto con i diritti delle donne. La sua tesi di laurea del 1977 alla Sorbona si intitolava "La clarificación ideológica del Carlismo contemporáneo" ("Chiarimento ideologico del Carlismo contemporaneo").
Fu un'attivista socialista e si batté per i diritti delle donne. Sostenne il fratello Carlo Ugo nella sua lotta per rendere più liberale il partito carlista spagnolo, appoggiando un cambiamento ideologico nel carlismo della sua famiglia. Le sue origini reali e le sue idee liberal-socialiste attirarono molte personalità, facendole incontrare André Malraux, François Mitterrand, Yasser Arafat e Hugo Chávez, e le valsero il soprannome di "Principessa Rossa". Questo soprannome è stato utilizzato come titolo di una sua biografia scritta nel 2002 dallo storico Josep Carles Clemente.
Maria Teresa non si è mai sposata, e non ha avuto figli. Era zia del principe Carlo, duca di Parma, e cugina di quarto grado dell'attuale re di Spagna, Filippo VI.
Nel 1981, Maria Teresa acquisì la cittadinanza spagnola con decreto reale, concessa "su richiesta dell'interessata e in risposta alle circostanze eccezionali e alla sua appartenenza a una famiglia così strettamente legata alla Spagna". In un'intervista del 1997, Maria Teresa dichiarò di essere cristiana, pur criticando alcuni atteggiamenti cristiani nei confronti dell'immigrazione. Nel 2014 ha pubblicato un volume sulla storia della famiglia Borbone-Parma.
Il 26 marzo 2020, Maria Teresa è diventata il primo membro di una famiglia reale a morire di COVID-19, è morta all'Hôpital Cochin di Parigi all'età di 86 anni. La sua morte è stata annunciata sul sito ufficiale della Casa di Borbone-Parma, la famiglia le ha reso omaggio per il suo coinvolgimento "nella lotta per la democratizzazione, la giustizia sociale e la libertà in Spagna".
Il 27 marzo 2020 si è tenuta una cerimonia funebre a Madrid presieduta dal Rev. José Ramón García Gallardo, sacerdote della Fraternità sacerdotale San Pio X e ufficiale dell'Ordine de la Legitimidad Proscrita. Un secondo funerale cattolico si è tenuto il 2 aprile 2020 a Notre-Dame-des-Champs a Parigi.
I funerali di Maria Teresa si svolsero il 27 agosto 2021 presso il Santuario di Santa Maria della Steccata a Parma, dove fu poi tumulata.

## Ascendenza
|                                               |                                              |                                               | Genitori                                             |  |  | Nonni |  |  | Bisnonni           |  |  | Trisnonni         |  |
|                                               |                                              |                                               |                                                      |  |  |       |  |  | Carlo III di Parma |  |  | Carlo II di Parma |  |
|                                               |                                              |                                               |                                                      |  |  |       |  |  | Carlo III di Parma |  |  | Carlo II di Parma |  |
|                                               |                                              | Maria Teresa di Savoia                        |                                                      |  |  |       |  |  | Carlo III di Parma |  |  |                   |  |
| Roberto I di Parma                            |                                              |                                               |                                                      |  |  |       |  |  | Carlo III di Parma |  |  |                   |  |
|                                               |                                              | Luisa Maria di Borbone-Francia                | Carlo Ferdinando di Borbone-Francia                  |  |  |       |  |  |                    |  |  |                   |  |
|                                               |                                              | Luisa Maria di Borbone-Francia                | Carlo Ferdinando di Borbone-Francia                  |  |  |       |  |  |                    |  |  |                   |  |
|                                               |                                              | Luisa Maria di Borbone-Francia                | Carolina di Borbone-Due Sicilie                      |  |  |       |  |  |                    |  |  |                   |  |
| Saverio di Borbone-Parma                      |                                              | Luisa Maria di Borbone-Francia                |                                                      |  |  |       |  |  |                    |  |  |                   |  |
|                                               |                                              | Michele del Portogallo                        | Giovanni VI del Portogallo                           |  |  |       |  |  |                    |  |  |                   |  |
|                                               |                                              | Michele del Portogallo                        | Giovanni VI del Portogallo                           |  |  |       |  |  |                    |  |  |                   |  |
|                                               |                                              | Michele del Portogallo                        | Carlotta Gioacchina di Borbone-Spagna                |  |  |       |  |  |                    |  |  |                   |  |
| Maria Antonia di Braganza                     |                                              | Michele del Portogallo                        |                                                      |  |  |       |  |  |                    |  |  |                   |  |
|                                               |                                              | Adelaide di Löwenstein-Wertheim-Rosenberg     | Costantino di Löwenstein-Wertheim-Rosenberg          |  |  |       |  |  |                    |  |  |                   |  |
|                                               |                                              | Adelaide di Löwenstein-Wertheim-Rosenberg     | Costantino di Löwenstein-Wertheim-Rosenberg          |  |  |       |  |  |                    |  |  |                   |  |
|                                               |                                              | Adelaide di Löwenstein-Wertheim-Rosenberg     | Agnese di Hohenlohe-Langenburg                       |  |  |       |  |  |                    |  |  |                   |  |
| Maria Teresa di Borbone-Parma                 |                                              | Adelaide di Löwenstein-Wertheim-Rosenberg     |                                                      |  |  |       |  |  |                    |  |  |                   |  |
|                                               | Enrico di Borbone-Busset, conte di Lignières | Eugenio de Bourbon-Busset, conte di Lignières |                                                      |  |  |       |  |  |                    |  |  |                   |  |
|                                               | Enrico di Borbone-Busset, conte di Lignières | Eugenio de Bourbon-Busset, conte di Lignières |                                                      |  |  |       |  |  |                    |  |  |                   |  |
|                                               | Enrico di Borbone-Busset, conte di Lignières | Ide de Calonne dei marchesi di Courtebonne    |                                                      |  |  |       |  |  |                    |  |  |                   |  |
| Giorgio di Borbone-Busset, conte di Lignières | Enrico di Borbone-Busset, conte di Lignières |                                               |                                                      |  |  |       |  |  |                    |  |  |                   |  |
|                                               |                                              | Adrienne dei marchesi di Mailly-Nesle         | Adrien, marchese di Mailly-Nesle                     |  |  |       |  |  |                    |  |  |                   |  |
|                                               |                                              | Adrienne dei marchesi di Mailly-Nesle         | Adrien, marchese di Mailly-Nesle                     |  |  |       |  |  |                    |  |  |                   |  |
|                                               |                                              | Adrienne dei marchesi di Mailly-Nesle         | Eugénie de Lonlay dei marchesi di Villepail          |  |  |       |  |  |                    |  |  |                   |  |
| Maddalena di Borbone-Busset                   |                                              | Adrienne dei marchesi di Mailly-Nesle         |                                                      |  |  |       |  |  |                    |  |  |                   |  |
|                                               |                                              | René de Kerret, visconte di Quillien          | Charles de Kerret, visconte di Quillien              |  |  |       |  |  |                    |  |  |                   |  |
|                                               |                                              | René de Kerret, visconte di Quillien          | Charles de Kerret, visconte di Quillien              |  |  |       |  |  |                    |  |  |                   |  |
|                                               |                                              | René de Kerret, visconte di Quillien          | Marie Lefebvre de la Faluere dei signori di Jalanges |  |  |       |  |  |                    |  |  |                   |  |
| Jeanne de Kerret dei visconti di Quillien     |                                              | René de Kerret, visconte di Quillien          |                                                      |  |  |       |  |  |                    |  |  |                   |  |
|                                               |                                              | Marie Léonie Gautier                          | Claude Joseph Gautier                                |  |  |       |  |  |                    |  |  |                   |  |
|                                               |                                              | Marie Léonie Gautier                          | Claude Joseph Gautier                                |  |  |       |  |  |                    |  |  |                   |  |
|                                               |                                              | Marie Léonie Gautier                          | Claudine Benoîte Vespre                              |  |  |       |  |  |                    |  |  |                   |  |
|                                               |                                              | Marie Léonie Gautier                          |                                                      |  |  |       |  |  |                    |  |  |                   |  |

## Opere
- (ES) María Teresa de Borbón-Parma, El momento actual español, cargado de utopía, Editorial Cuadernos para el Diálogo, 1977, ISBN 9788422902164.
- (ES) María Teresa de Borbón-Parma, La clarificación ideológica del partido Carlista, BPR Publishers, 1979, ISBN 9788485596027.
- (ES) María Teresa de Borbón-Parma, Cambios en México, Tecnos, 1990, ISBN 9788430918591.
- (ES) María Teresa de Borbón-Parma, Magreb: Nuestro poniente proximo, Ediciones Libertarias, 1994, ISBN 9788476833308.
- (ES) María Teresa de Borbón-Parma, Don Javier : una vida al servicio de la libertad, Plaza & Janés Editores, 1997, ISBN 9788401530180.
- (ES) María Teresa de Borbón-Parma, Desde Tánger, Huerga Y Fierro Editores, 1999, ISBN 9788483740774.
- (ES) María Teresa de Borbón-Parma, Jardin de Dar Almutamid, L'Or du temps, 1999, ISBN 9789973757685.
- (ES) María Teresa de Borbón-Parma, La transición desde el frente exterior, 2001, ISBN 9788475603001.
- (ES) María Teresa de Borbón-Parma, Así fueron, así son, Planeta, 2009, ISBN 9788408088967.
- (FR) S.A.R. Maria Teresa de Bourbon-Parme, Les Bourbon Parme: une famille engagée dans l'histoire, M. de Maule, 2014, ISBN 9782876235557.
- (FR) S.A.R. Maria Teresa de Bourbon-Parme, Notre patrimoine, c'est le vent de l'histoire: Toute histoire significative est contemporaine, Michel de Maule, 2020, ISBN 9782876237131.